# Nepenthes ventricosa
Nepenthes ventricosa là một loài nắp ấm thuộc họ Nắp ấm. Đây là loài bản địa Philippines, nơi nó mọc ở độ cao 1000-2000 mét trên mực nước biển. Nó đã được ghi nhận từ các đảo Luzon, Panay, và Sibuyan. Các bình đựng rất nhiều, cao đến 20 cm và có nhiều màu khác nhau, màu sắc từ trắng ngà sang đỏ.
Nepenthes ventricosa có quan hệ rất chặt chẽ với cả liên quan đến cả burkei và N. sibuyanensis, nhưng có thể được phân biệt bởi giữa eo bình, miệng nhỏ hơn, và, nói chung, peristome mỏng hơn.